# Diatomocera tenebricosa
Diatomocera tenebricosa es una especie de mariposa de la familia Pyralidae. Fue descrita por Philipp Christoph Zeller en 1881.